# Геотермальна електростанція Несьяветлір

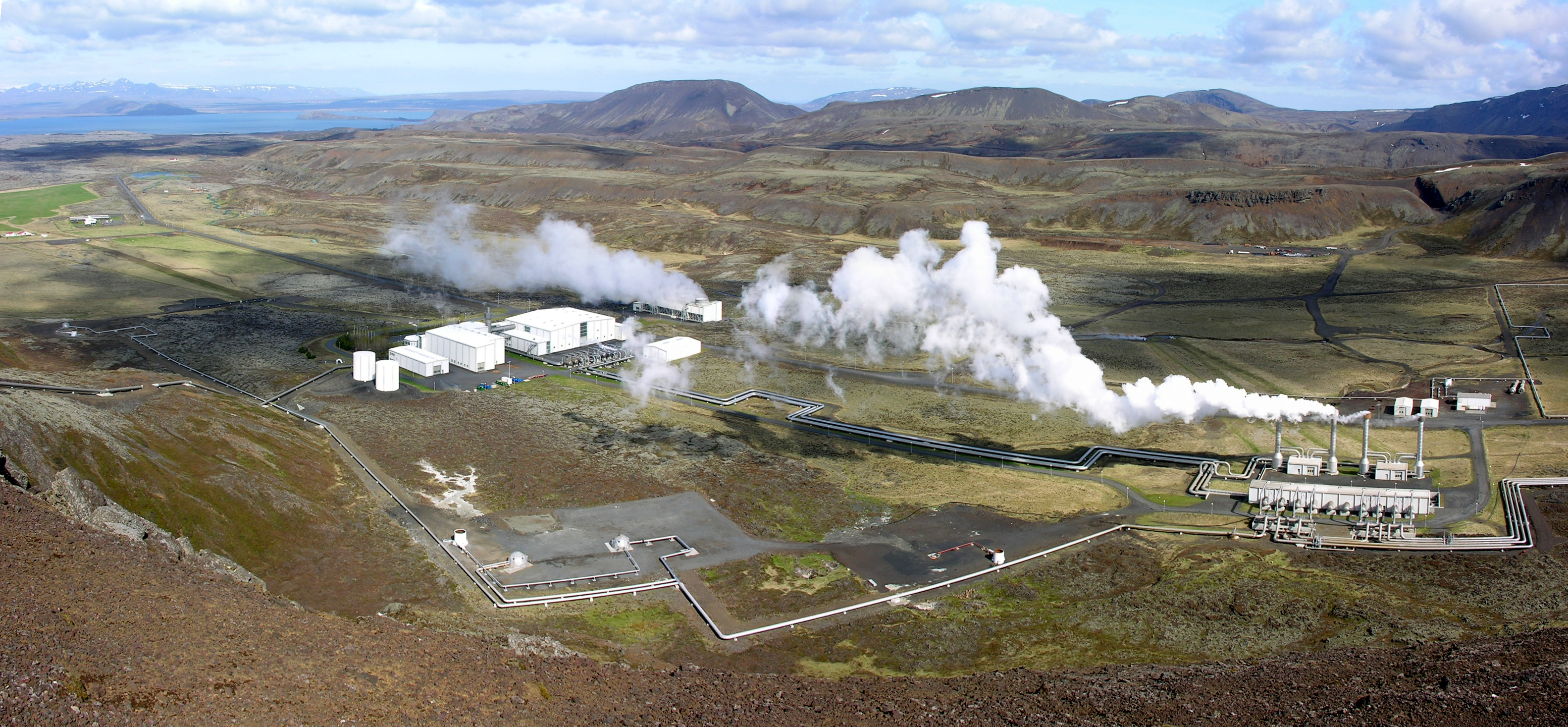
Панорамний вигляд на комплекс електростанцій.

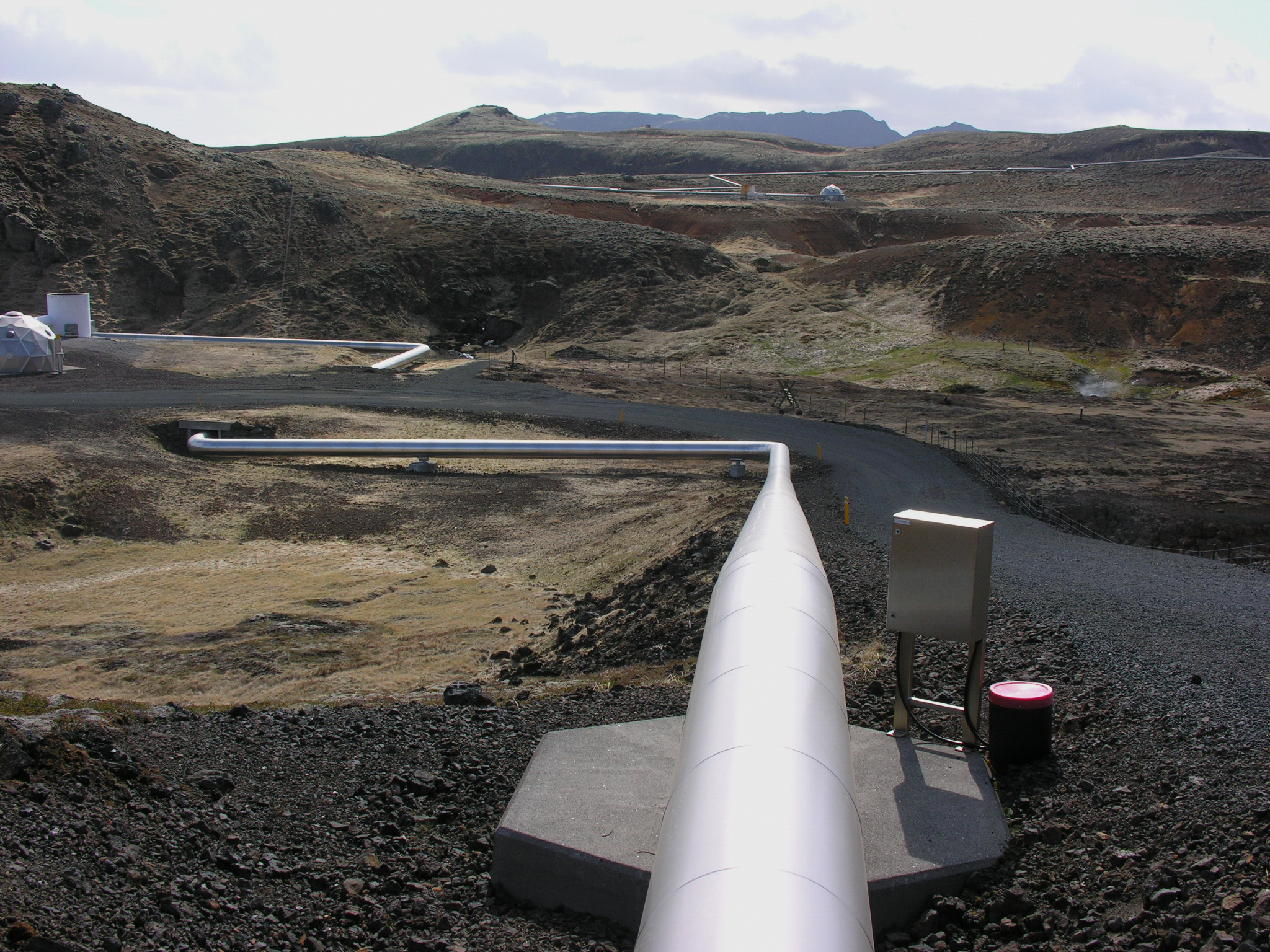
Водоводи в комплексі електростанцій.

64°06′29″ пн. ш. 21°15′23″ зх. д. / 64.108055555556° пн. ш. 21.256388888889° зх. д.
Геотермальна електростанція Несьяветлір (ГЕСН) — друга за величиною геотермальна електростанція в Ісландії. Заклад знаходиться у 177 метрах над рівнем моря в південно-західній частині країни, поблизу Тінгветліра та вулкана Генґітль. ГЕСН належить і управляється ON Power.
Плани використання району Несьяветлір для геотермальної енергетики та обігріву водою розпочалися в 1947 році, коли були пробурені свердловини для оцінки потенціалу району для виробництва електроенергії. Дослідження тривали з 1965 по 1986 рік. У 1987 році почалося будівництво заводу, а наріжний камінь було закладено в травні 1990 року. Станція виробляє приблизно 120 МВт електроенергії; вона також забезпечує близько 1100 літрів гарячої води 82—85 °C (180—185 °F) на секунду — за нагрівальної потужності 150 МВт, що забезпечує потреби в опаленні приміщень та гарячій воді регіону Гевюдборгарсвайдід.